# Vanuatu nos Jogos Olímpicos de Verão de 2008
Vanuatu participou dos Jogos Olímpicos de Verão de 2008, em Pequim, na China. O país estreou nos Jogos em 1988 e esta foi sua 6ª participação.

## Desempenho

### Atletismo
Moisés Kamut e Elis Lapenmal, que ganharam medalhas de prata nos Jogos do Pacífico Sul, qualificaram-se para representar os 100 metros por Vanuatu. Nenhum passou da fase de eliminatórias.
Masculino
| Atleta      | Prova      | Eliminatórias | Eliminatórias | Quartos-finais | Quartos-finais | Semifinal   | Semifinal   | Final       | Final       |
| Atleta      | Prova      | Resultado     | Pos.          | Resultado      | Pos.           | Resultado   | Pos.        | Resultado   | Pos.        |
| ----------- | ---------- | ------------- | ------------- | -------------- | -------------- | ----------- | ----------- | ----------- | ----------- |
| Moses Kamut | 100 metros | 10s81         | 61º           | Não avançou    | Não avançou    | Não avançou | Não avançou | Não avançou | Não avançou |

Feminino
| Atleta        | Prova      | Eliminatórias | Eliminatórias | Quartos-finais | Quartos-finais | Semifinal   | Semifinal   | Final       | Final       |
| Atleta        | Prova      | Resultado     | Pos.          | Resultado      | Pos.           | Resultado   | Pos.        | Resultado   | Pos.        |
| ------------- | ---------- | ------------- | ------------- | -------------- | -------------- | ----------- | ----------- | ----------- | ----------- |
| Elis Lapenmal | 100 metros | 13s31         | 76º           | Não avançou    | Não avançou    | Não avançou | Não avançou | Não avançou | Não avançou |

### Tênis de mesa
Priscilla Tommy recebeu um convite da Comissão Tripartite para competir no torneio individual feminino. Ela perdeu o jogo de abertura para a eslovaca Eva Odorova.
Feminino
| Atleta          | Prova      | Ronda Preliminar                                | Ronda 1                | Ronda 2                | Ronda 3                | Ronda 4                | Quartos-finais         | Semifinais             | Final                  |
| Atleta          | Prova      | Adversário e resultado                          | Adversário e resultado | Adversário e resultado | Adversário e resultado | Adversário e resultado | Adversário e resultado | Adversário e resultado | Adversário e resultado |
| --------------- | ---------- | ----------------------------------------------- | ---------------------- | ---------------------- | ---------------------- | ---------------------- | ---------------------- | ---------------------- | ---------------------- |
| Priscilla Tommy | Individual | SVK E. Odorova D 0 - 4 (5-11, 7-11, 2-11, 3-11) | Não avançou            | Não avançou            | Não avançou            | Não avançou            | Não avançou            | Não avançou            | Não avançou            |